# Vittrup
Vittrup är en dansk småort i Hjörrings kommun på Nordjylland. Den ligger utmed järnvägslinjen Hirtshalsbanen. Vittrup Kirke ligger i byn.

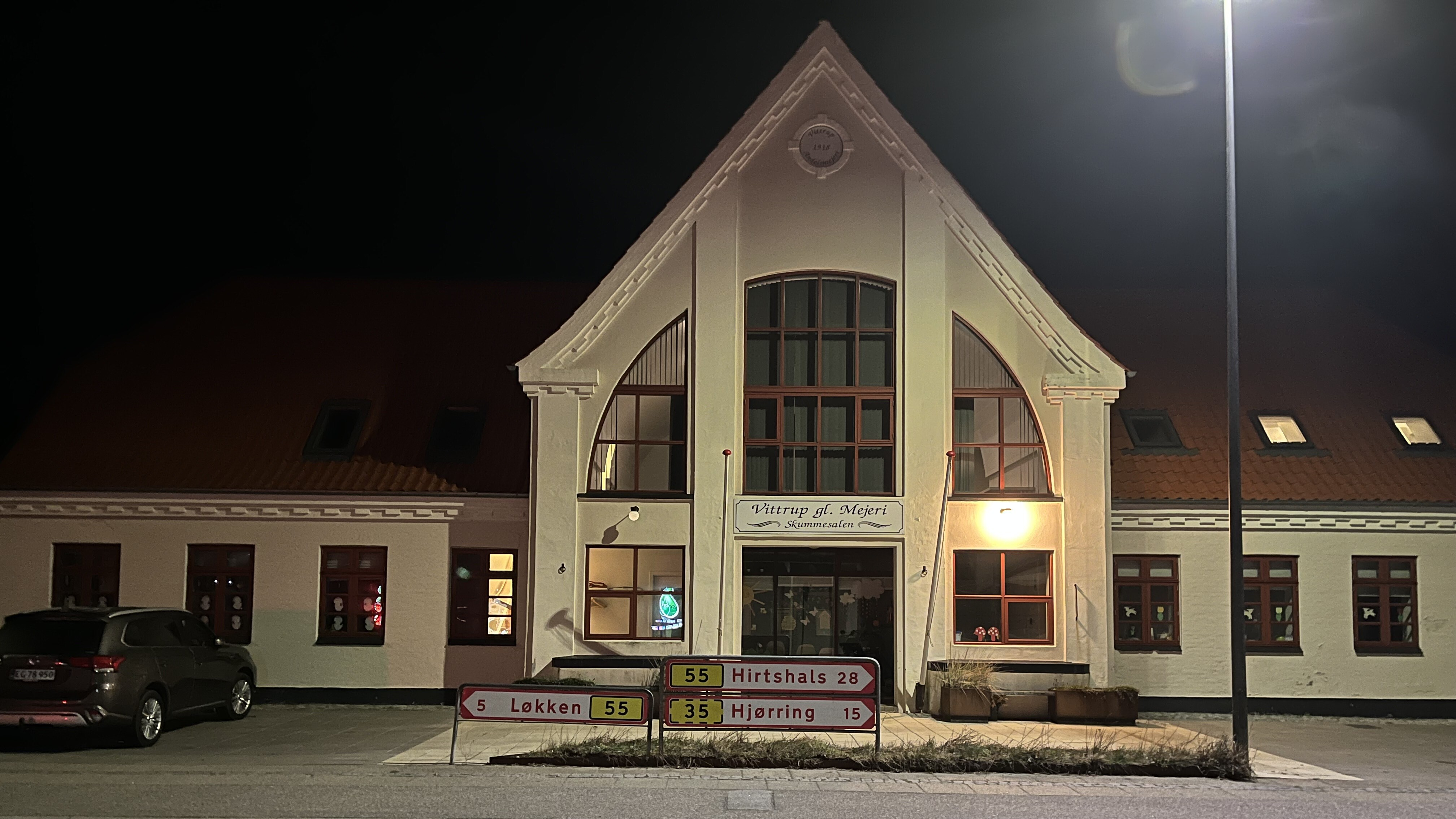
Vittrup Gl. Mejeri

Vittrup Gamle Mejeri har bevarats av en 1994 bildad lokal förening och inrymmer idag en förskola.
I en mosse i närheten av Vittrup påträffades 1915 vid torvgrävning Vittrupmannen, som dödats och begravts där under trattbägarkulturen under stenåldern.